# Pignans
 Pignans  es una población y comuna francesa, que se encuentra en la región de Provenza-Alpes-Costa Azul, departamento de Var, en el distrito de Brignoles y cantón de Besse-sur-Issole.

## Demografía
| 1520 | 1792 | 1674 | 1789 | 2338 | 2598 |
| Para los censos de 1962 a 1999 la población legal corresponde a la población sin duplicidades (Fuente: INSEE [Consultar]) |      |      |      |      |      |